# Cerva (famiglia)
|                                        |  |
| Gli stemmi dei Cerva e dei Sorgo-Cerva |  |

La famiglia Cerva (nelle fonti anche Cereva, Cerieva, Creva, Crieva, Çerieva, Çireva, Çereva, Zereva, Zreva o Zrieva, dopo il 1500 anche latinizzato in Cervinus, in croato Čreviević, Črević, Criević o Črijević) fu una delle più importanti famiglie nobili della Repubblica di Ragusa.

## Storia
La famiglia tradizionalmente viene ritenuta essere fra le fondatrici di Ragusa, provenendo da Epidauro invasa da Avari e Slavi. L'Almanacco di Gotha enumera i Cerva fra le undici famiglie del più antico Patriziato Sovrano Originario della Repubblica ancora residenti in città alla metà del XIX secolo, e negli antichi documenti ragusei i Cerva risultano citati fin dal 1234.
In epoca rinascimentale si ritennero eredi di un'antica famiglia latina Cerva (o Cervius), ma probabilmente il nome deriva dall'espressione slava ecclesiastica črêuo o červo (in serbocroato crijevo), che significa intestino.
I Cerva furono lungo tutta la loro storia fra i più influenti e ricchi di Ragusa, suddivisi in vari rami e uniti alle altre famiglie nobili ragusee da una serie di matrimoni che a loro volta diedero luogo ad ulteriori rami della casata. Un ramo di essi ipotizzò per sé in seguito anche una diversa ascendenza, ritenendosi proveniente da Cattaro.
Nel XIV secolo e XV secolo, i Cerva diedero alla Repubblica di Ragusa ben 419 alti funzionari statali, pari al 4,75% sul totale nell'intero periodo. Allo stesso modo, essi fra il 1440 e il 1640 contarono 109 membri del Maggior Consiglio, pari al 4,95% sul totale. In questi duecento anni, ottennero anche 209 cariche senatoriali (6,40%), 132 volte la qualifica di Rettore della Repubblica (5,54%), 121 membri del Minor Consiglio (5,59%) e 56 Guardiani della Giustizia (6,82%).
La nobiltà dei Cerva venne riconosciuta dalla Casa d'Austria nel 1817. Estintosi il ramo principale a Ragusa nel XIX secolo, sopravvivono tuttora dei rami collaterali in Austria e in Italia.

## Personalità notabili (in ordine cronologico)
- Ludovico Cerva (1455 - 1527) - Noto anche col nome di Cervario Tuberone, fu erudito e storico. Compose fra il 1490 e il 1522 la sua opera più famosa: quel Commentaria de temporibus suis, per il quale venne chiamato Sallustio raguseo.
- Elio Lampridio Cerva (1463 - 1520) - Umanista e lessicografo, fu uno dei maggiori poeti ragusei in lingua latina.
- Tommaso Cerva (XVI secolo) - Domenicano, fu vescovo di Trebigne ed amministratore della chiesa di Stagno, nonché vicario generale dell'arcivescovo di Ragusa Giovanni Angelo Medici, poi Pio IV.
- Serafino Cerva (1696 - 1759) - Nasce a Ragusa nel 1696, indossa il saio domenicano ed è un importante cultore di storia patria. Scrive in latino i Monumenti della Congregazione di S. Domenico di Ragusa, La sacra metropoli Ragusina e Vite degli uomini illustri ragusei. Le sue opere sono rimaste inedite e sono custodite nel Convento di San Domenico a Ragusa. Muore nel 1759 ed è noto anche con il nome di Serafin Crijević.